# السيدة المجهولة
السيدة المجهولة هو فيلم فلسطيني للمخرج الفلسطيني فجر يعقوب، من إنتاج المؤسسة العامة للسينما عام 2009، ومدة عرضه 21 دقيقة، وهو مأخوذ عن قصة السيدة المجهولة للأديبة كوليت خوري، تمثيل كل من نادين خوري وتاج حيدر وريناد يعقوب ومنصور نصر، وإنتاج يوسف دك الباب.حائز على جائزة الصقر الذهبي كأفضل فيلم روائي قصير في مهرجان روتردام للفيلم العربي في هولندا.

## أحداث الفيلم
تؤدّي الفنانة تاج حيدر الشخصية الرئيسية في الفيلم، الشابة النحّاتة، فتاة تحاول استعادة أمها (الفنانة نادين خوري) عبر منحوتة، فتشاهد امرأة على إشارة مرور تشبه أمها، وتكتشف أن هذه المرأة تحمل اسماً آخر لكن كل شيء فيها يوحي بأنها أمها، وعندما تبحث في عنوان البيت الذي أخذته من المرأة تكتشف أن هذا البيت مهجور منذ نحو 30 عاماً لكن كل شيء فيه من مفردات وعناصر يعود بذاكرتها لطفولتها. ويقول فجر يعقوب إن الفيلم يعكس علاقة الناس ببعضهم، لا سيما أنه يركز على فكرة أن الوجوه تبقى كما هي، لكن الأسماء هي التي تتغير.